# لویی پوآنسو
لویی پوآنسو (انگلیسی: Louis Poinsot; ۳ ژانویهٔ ۱۷۷۷ – ۵ دسامبر ۱۸۵۹) ریاضی‌دان، فیزیک‌دان، سیاستمدار، و استاد دانشگاه اهل فرانسه بود. وی در پاریس بسال ۱۷۷۷ متولد شد و در سنهٔ ۱۸۵۹ میلادی فوت کرد. وی یکی از پایه‌گذاران علم مکانیک است و آثار معتبر بسیار در ریاضی دارد.
وی همچنین برندهٔ جوایزی همچون لژیون دونور (شوالیه) شده‌است.